# Mattioli 1885
Mattioli 1885 è una casa editrice italiana, attiva nel settore della narrativa, della storia e della scienza, diretta da Paolo Cioni.

## Storia
È nel 1885 che la ditta Donati Giuseppe, Stamperia-Libreria attiva dal 1853 a Fidenza (allora Borgo San Donnino), passa al nome di Mattioli Adamo, in quegli anni proto nella tipografia. Il nome Donati rimane per alcuni anni associato a quello di Mattioli, fino al 1892, con la pubblicazione del testo di Giacomo Pastori, Il papa. Conferenza, Borgo San Donnino, (Tip. Mattioli, 1893, 29 pp.)
Attorno al 1890 le Condizioni Industriali di Parma registrano a Borgo San Donnino due tipografie con 8 lavoranti, per 300 giorni lavorativi all’anno. In quegli anni si svolgono le elezioni per il Consiglio Provinciale di Parma e vengono eletti i Borghigiani Pietro Sozzi, Amos Ronchei, Luigi Musini ed il tipografo Adamo Mattioli.
Nel 1891 la tipografia Mattioli Adamo ha sede in via Garibaldi e nel 1892 dichiara £ 1.000 di reddito per tasse e quota di £ 8+5,60. Nel 1895 esce il primo testo narrativo: Un eccidio nel Castello di Bargone. Novella storica, di Egisto Orlandi.
Con l’inizio del Novecento si avvia l’attività di edizione scientifica, con numerosi titoli legati alle Terme di Salsomaggiore. Nel 1902 il lavoro indotto da Salsomaggiore, porta all'apertura di una  rappresentanza nel centro termale e alla indicazione di Salsomaggiore oltre a Borgo San Donnino nei luoghi di edizione. Escono i primi testi scientifici 

e le prime riviste periodiche, come il Bollettino della Società Medico-Idrologica di Salsomaggiore (dal 1907, responsabile Ugo Calci).
Nel 1930 escono circa 23 titoli. Nel 1934 più di 30. Nel 1938 sono 46. L’attività editoriale prosegue segnando un rallentamento negli anni ’70. Nel 1979 si costituisce la Tito Mattioli Società in nome collettivo, con inizio dell’attività il 16 gennaio 1980, prevalentemente volta all’edizione di riviste e libri.
Nel dicembre 1990 si trasforma la ragione sociale da Tito Mattioli in Mattioli 1885.
Nel 2000 la guida della società viene affidata a Paolo Cioni, attuale presidente della casa editrice. I titoli scientifici vengono affiancati da collane di saggistica e di narrativa, con una produzione media di circa 50 titoli per anno. Nel 2004 esce il primo numero del trimestrale multi sensoriale Experience, diretto dallo stesso Paolo Cioni e Benedetto Montefiori. La pubblicazione funge da punto di incontro per numerosi futuri collaboratori della casa editrice e nello stesso anno si aggiudica il Premio della Cultura della Presidenza del Consiglio dei Ministri. Sempre nel 2004 viene presentato il carattere Mattioli 1885, realizzato con il designer Luciano Perondi e selezionato al Premio Compasso d'oro. Da allora la casa editrice pubblica tutte le sue opere con l'omonimo tipo di carattere.
Oggi la casa editrice svolge anche attività formative nell’ambito scientifico (come provider accreditato dal Ministero della Salute) e attività di ricerca.

## Principali collane

### Narrativa
- Frontiere. Pubblica narrativa contemporanea, con particolare attenzione a quella americana.
- Classici. Presenta i titoli meno conosciuti o dimenticati dei grandi della narrativa in nuove traduzioni. All’interno della collana nasce nel 2014 il progetto Mark Twain - Opera Omnia, che ha l’ambizione di tradurre e riunire in un unico corpo l’intera produzione del maestro della narrativa americana.
- Light. La collana raccoglie testi brevi di grandi autori, spesso inediti, in un formato tascabile e ricercato.
- Originals. Con rilegatura cartonata e sovraccoperta, la collana presenta grandi titoli nella versione originale, grafica di copertina inclusa, così come pubblicati nella prima edizione.

### Storia
- Archivi storici. Saggi puntuali, arricchiti da materiale iconografico, con particolare attenzione al '900. In seno alla collana ha visto la luce il progetto "Processo Eichmann", che ha portato alla traduzione integrale degli atti processuali, oggi pubblicati nelle loro parti salienti in quattro volumi a stampa.
- Capoverso. Brevi saggi per inquadrare personaggi ed avvenimenti storici.
- Viaggi nella Storia. Un itinerario attraverso i grandi avvenimenti della storia, completo di indicazioni turistiche e consigli per gli appassionati.

## Principali riviste scientifiche
- Acta Biomedica[2], rivista trimestrale in lingua inglese fondata nel 1804. Oggi diretta da Maurizio Vanelli, è l’organo ufficiale della Società di Medicina e Scienze Naturali di Parma, rivista scientifica generalista di Medicina generale e sperimentale.
- European Journal of Oncology[3], rivista trimestrale in lingua inglese fondata nel 1997 da Leonardo Caldarola e Cesare Maltoni come organo ufficiale della Società Italiana Tumori (SIT), con l’obiettivo di dedicarsi alla formazione e all'aggiornamento degli oncologi italiani su temi di interesse specialistico.
- La Medicina del Lavoro[4], rivista bimestrale in lingua italiana e inglese, fondata nel 1901 da Luigi Devoto e oggi diretta da Pier Alberto Bertazzi (Milano), rappresenta la più antica e prestigiosa rivista italiana sull’argomento.
- Progress in Nutrition[5], rivista trimestrale in lingua inglese, diretta da Federico Cioni, nata nel 1999 come rivista indipendente, di taglio multidisciplinare, dedicata ai temi della nutrizione e del metabolismo.
- Sarcoidosis, Vasculitis and Diffuse Lung Disease[6], rivista trimestrale in lingua inglese, diretta da Paola Rottoli, Robert Baughman e Venerino Poletti, si rivolge a tutti gli specialisti pneumologi, internisti e cardiologi per le malattie interstiziali e vascolari del polmone. È organo ufficiale della WASOG (World Association of Sarcoidosis and Other Granulomatous Diseases).